# Paulin Obame-Nguema
Paulin Obame-Nguema (Libreville, 28 de diciembre de 1934-Libreville, 11 de diciembre de 2023) fue un médico y político gabonés, que se desempeñó como primer ministro de Gabón entre el 2 de noviembre de 1994 y el 23 de enero de 1999. 
También se desempeñó como diputado de la Asamblea Nacional de Gabón.

## Biografía
Obame-Nguema nació en Libreville, capital de Gabón, en los últimos días de diciembre de 1934. Médico de profesión, se formó en Burdeos (Francia). Regresó a Gabón a fines de la década de 1960. De 1975 a 1990 fue miembro de varios departamentos gubernamentales. Hasta 1992 fue secretario general del Gobierno y luego asesor especial del presidente.

### Primer ministro de Gabón
Tras las negociaciones realizadas en 1994 entre el Gobierno y la oposición, que culminaron con la firma de los Acuerdos de París el 7 de octubre de 1994, el Gobierno encabezado por el primer ministro independiente Casimir Oyé-Mba. El presidente Omar Bongo nombró a Obame-Nguema —un fang y miembro del Partido Democrático Gabonés (PDG)— en el cargo de primer ministro. Aunque algunos miembros de la oposición fueron incluidos en su gobierno, los dos líderes de la oposición clave, Paul Mba Abessole y Pierre-Louis Agondjo-Okawe, se negaron a participar.
Aunque Obame-Nguema presentó su renuncia en junio de 1996, fue mantenido en su cargo por el presidente Bongo. En las elecciones parlamentarias de diciembre de 1996, fue elegido miembro de la Asamblea Nacional como candidato del PDG en representación de la provincia de Estuaire; tras esas elecciones, Bongo lo volvió a nombrar primer ministro el 27 de enero de 1997, y el 28 de enero se nombró un nuevo gobierno bajo el liderazgo de Obame-Nguema.

### Actividades políticas desde 1999
Bongo nombró a Jean-François Ntoutoume Emane para reemplazar a Obame-Nguema como primer ministro en enero de 1999. Luego, Obame-Nguema fue nombrado ministro de Estado de Salud Pública, Población y Asuntos Sociales a fines de enero de 1999 antes de ser trasladado al cargo de ministro de Asuntos Sociales el 10 de febrero de 1999 Fue elegido nuevamente a la Asamblea Nacional como diputado de la provincia de Estuaire en las elecciones parlamentarias de diciembre de 2001 .
En las elecciones parlamentarias de diciembre de 2006, Obame-Nguema fue reelegido en la Asamblea Nacional como candidato del PDG en la circunscripción de Kango, ubicada en el departamento de Komo Kango, de la provincia de Estuaire. Por su condición de diputado de más edad en la Asamblea Nacional, Obame-Nguema presidió la primera reunión de la nueva legislatura, en la que se eligió la Mesa de la Asamblea Nacional, en enero de 2007. Guy Nzouba-Ndama fue reelegido como presidente de la Asamblea Nacional, pero Obame-Nguema encontró resistencia de los diputados de la oposición con respecto al método de elección de los demás miembros de la Mesa. Los diputados de la oposición abandonaron la cámara y no participaron en esas votaciones. Luego, Obame-Nguema invitó a Nzouba-Ndama a tomar su asiento como presidente de la Asamblea Nacional.
En el 9.º Congreso Ordinario del PDG en septiembre de 2008, Obame-Nguema fue designado representante personal del presidente Bongo.

### Fallecimiento
Obame-Nguema falleció en su casa en el distrito Batterie IV de Libreville el 11 de diciembre de 2023 a los 88 años.